# دومبووار
شهر دمبووار (به مجاری: Dombóvár) در تولنا در کشور مجارستان واقع شده‌است. جمعیت این شهر ۲۰٫۲۷۲ نفر است.